# Voie cGAS-STING
La voie cGAS-STING est un composant du système immunitaire inné destiné à détecter la présence d'ADN bicaténaire dans le cytosol des cellules d'eucaryotes et à déclencher en réponse l'expression de gènes inflammatoires pouvant conduire à la sénescence ou à l'activation de mécanismes de défense. Elle tire son nom des deux protéines qui la mettent en œuvre : la GMP-AMP cyclique synthase d'une part, enzyme notée cGAS présente sur la membrane plasmique et qui synthétise du GMP-AMP cyclique (GAMPc) à partir de GTP et d'ATP en présence d'ADN cytosolique ; la protéine STING d'autre part (de l'anglais Stimulator of Interferon Genes), présente sur le réticulum endoplasmique et qui déclenche la production d'interférons de type I en présence de GAMPc. L'ADN est normalement absent du cytosol des eucaryotes car il est concentré dans le noyau et certains organites (mitochondries, chloroplastes) de leurs cellules ; la présence d'ADN dans le cytosol de ces cellules est associée à la cancérogenèse, à l'infection par des virus ou à l'invasion par des bactéries intracellulaires : le rôle de la voie cGAS-STING est de détecter cet ADN cytosolique et d'induire une réponse immunitaire en conséquence.

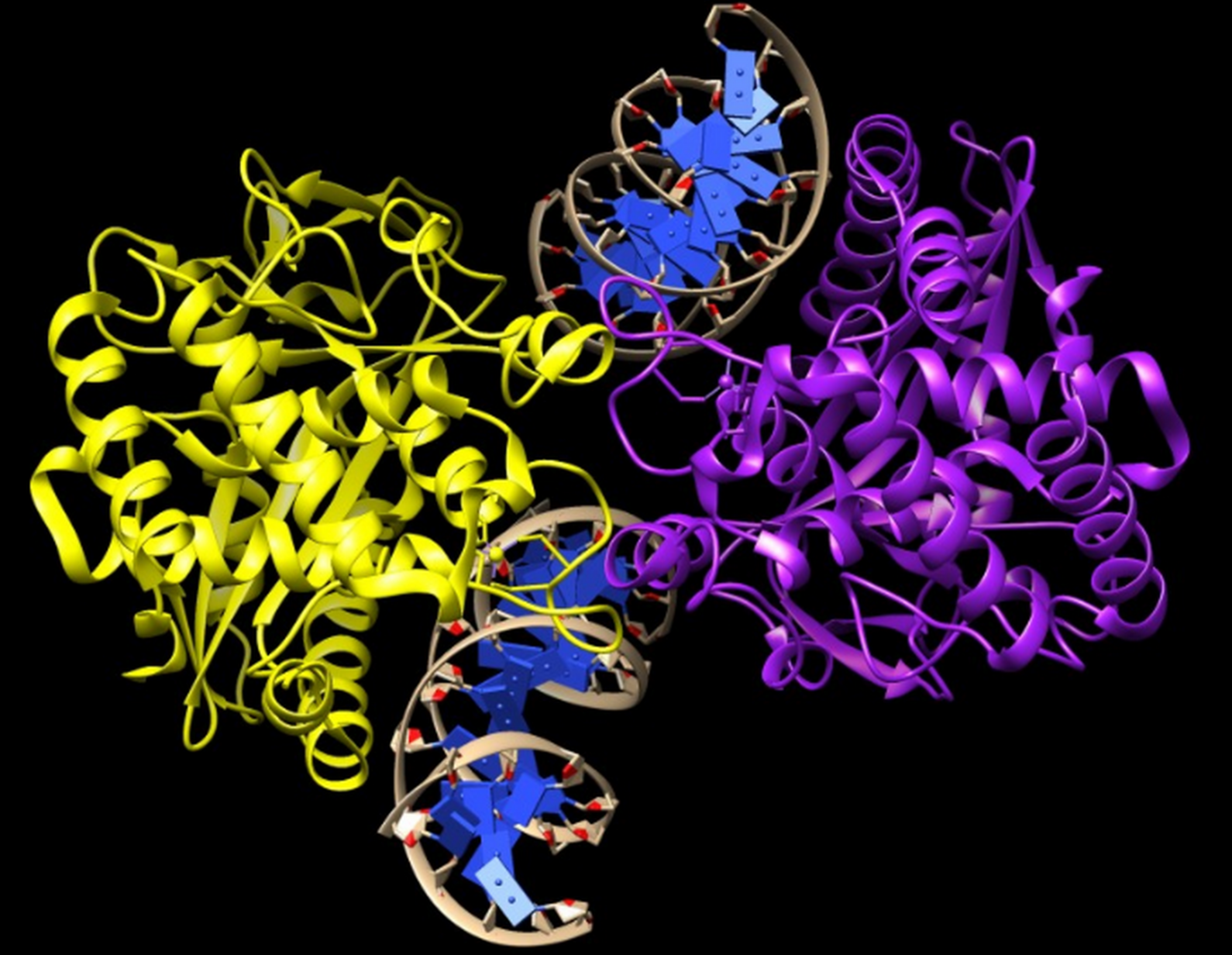
Dimère de cGAS lié à deux segments d'ADN bicaténaire (en bleu) (PDB 4O6A).
GMP-AMP cyclique (GAMPc), second messager de la voie cGAS-STING.
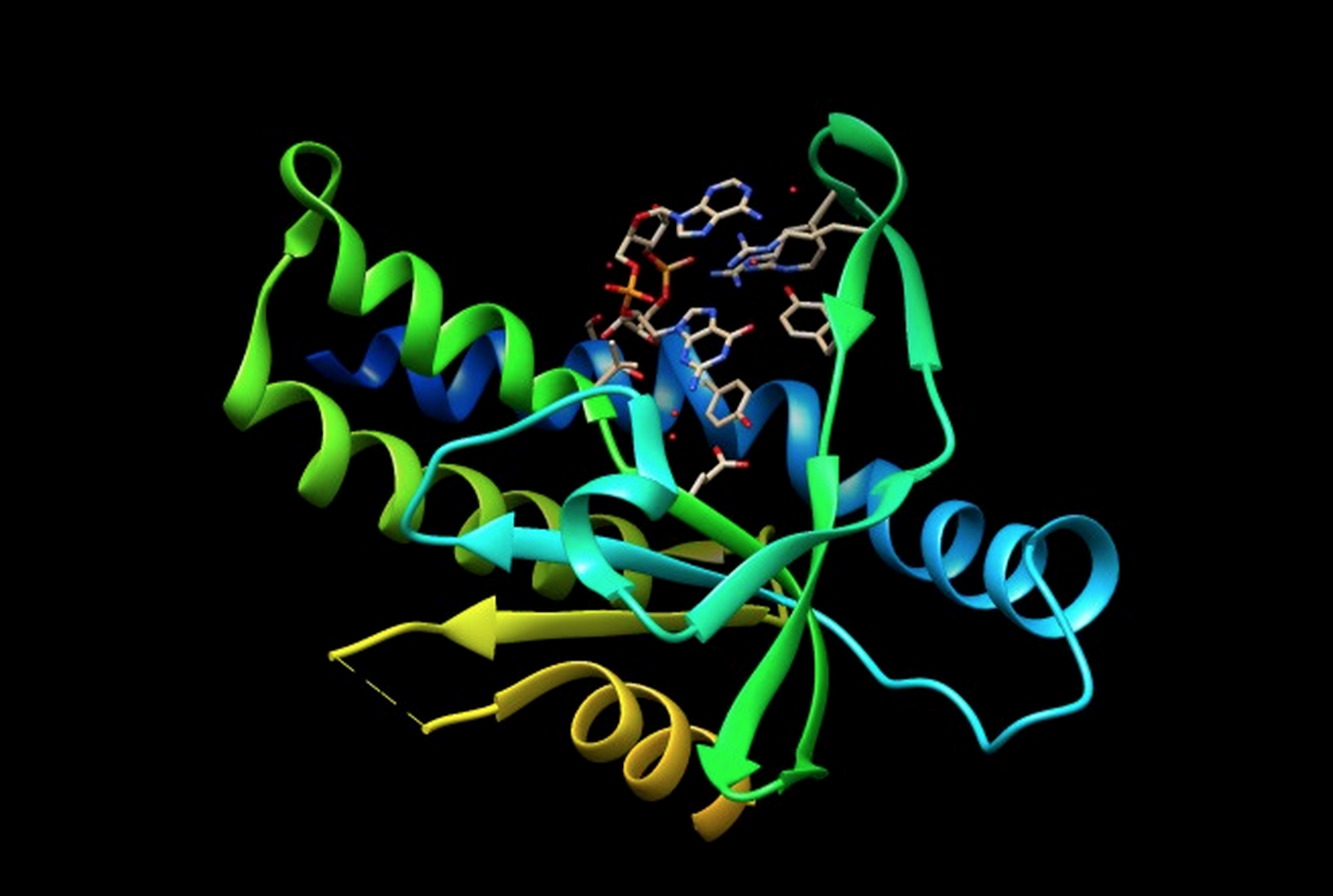
Protéine STING liée au GAMPc (en haut sur l'illustration) (PDB 4KSY).

La protéine STING déclenche la phosphorylation des facteurs de transcription STAT6 et IRF3 sous l'effet de la kinase TBK1 (TANK-binding kinase 1). Le facteur IRF3 peut ensuite agir dans le noyau pour induire la transcription de gènes d'interférons, réponse déterminante contre les virus à ADN, tandis que le facteur STAT6 active des chimiokines telles que CCL2 et CCL20 (en).
Le système immunitaire inné repose sur des récepteurs de reconnaissance de motifs moléculaires (PRR) codés dans les lignées germinales permettant d'identifier les motifs moléculaires associés aux pathogènes (PAMP). La détection d'un PAMP par un PRR génère une cascade de réactions de signalisation conduisant à la transcription des gènes associés avec la réponse immunitaire. Dans la mesure où tous les agents pathogènes ont un génome constitué d'acides nucléiques, ces derniers sont des PAMP pouvant être détectés par des PRR pour activer le système immunitaire.